# Allomyella
Allomyella is een geslacht van insecten uit de familie van de drekvliegen (Scathophagidae), die tot de orde tweevleugeligen (Diptera) behoort.

## Soorten
- A. albipennis (Zetterstedt, 1838)
- A. borealis Curran, 1927
- A. brevipennis Malloch, 1923
- A. crinipes (Ringdahl, 1928)
- A. frigida (Holmgren, 1883)
- A. portenkoi (Stackelberg, 1952)
- A. unguiculata (Malloch, 1919)